# Ephebopus uatuman
Ephebopus uatuman är en spindelart som beskrevs av Lucas, Silva och Rogerio Bertani 1992. Ephebopus uatuman ingår i släktet Ephebopus och familjen fågelspindlar. Inga underarter finns listade i Catalogue of Life.